# Louann Brizendine

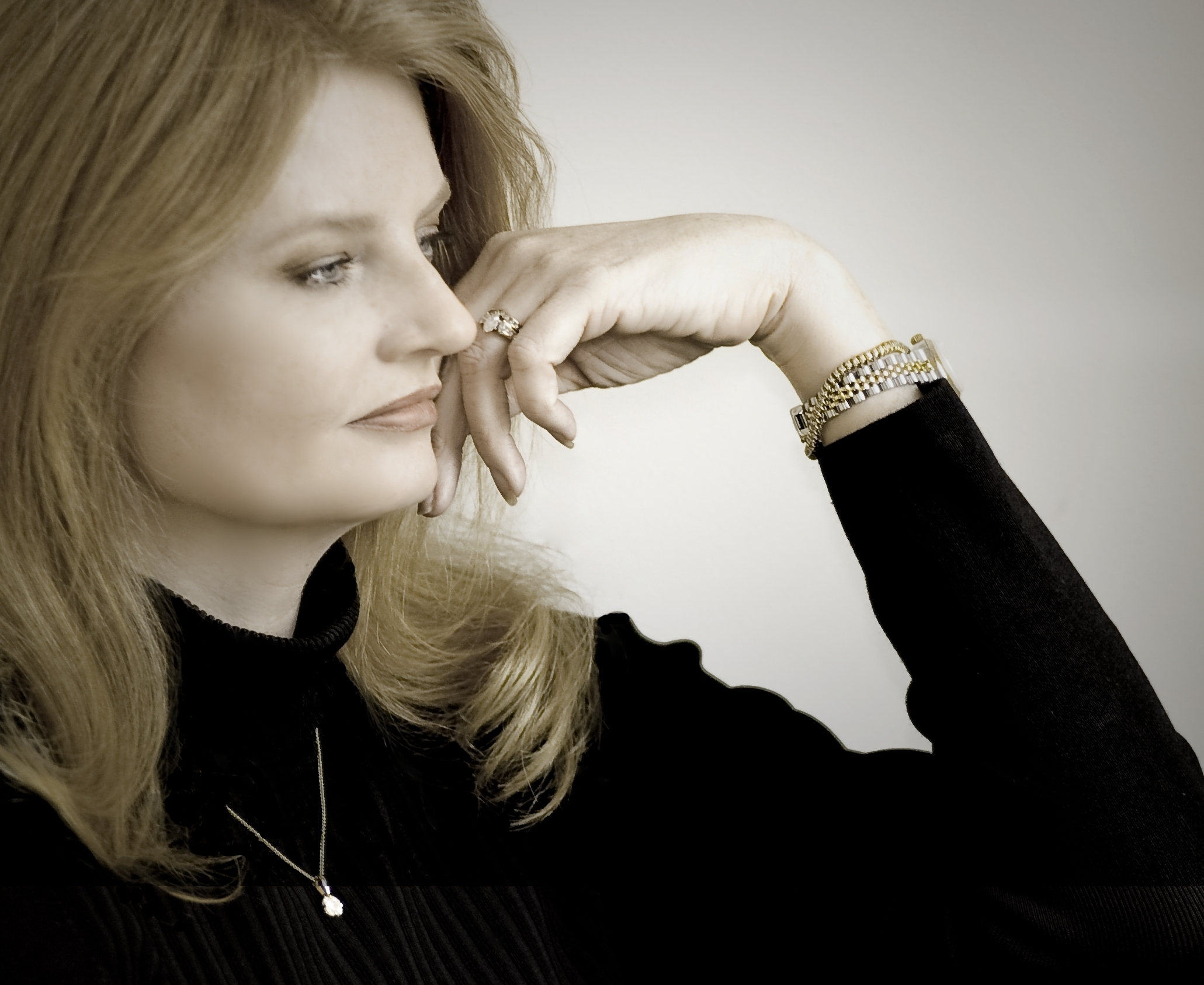
Louann Brizendine (2009)

Louann Brizendine (* 30. Dezember 1952) ist eine amerikanische Neorobiologin, Psychiaterin und Hochschullehrerin. Sie lehrte Neuropsychiatrie an der University of California, San Francisco (UCSF). Ihre Forschungen befassen sich mit den weiblichen Hormonen und weiblichen Stimmungslagen.

## Berufsleben
Ab 1972 studierte Brizendine Neurobiologie an der University of California, Berkeley und schloss 1976 mit einem Bachelor. Anschließend studierte sie von 1976 bis 1981 an der Yale School of Medicine und mit dem Abschluss M.D. (Doctor of Medicine). Ihre Facharzt-Ausbildung für Psychiatrie absolvierte sie von 1982 bis 1985 an der Harvard Medical School und lehrte dort, bis sie 1988 als Professorin an die UCSF-Klinik berufen wurde. Im Jahre 2007 erhielt sie den von Lynne and Marc Benioff gestifteten Lehrstuhl für Psychiatrie an der USCF.
1994 gründete Brizendine die Women’s Mood and Hormone Clinic der UCL in San Francisco und wurde deren Direktor. In der Klinik werden nicht nur Frauen behandelt, sondern auch Paare. Brizendine hält in den Vereinigten Staaten Vorträge und Lehrveranstaltungen ab.

## Werke
- Das weibliche Gehirn: Warum Frauen anders sind als Männer. Goldmann, München 2008, ISBN 978-3-442-15516-3.
- Das männliche Gehirn: Warum Männer anders sind als Frauen. Hoffmann & Campe, Hamburg 2010, ISBN 978-3-455-50148-3.[2]
- Gehirn-Power Wechseljahre. Mosaik, München 2023, ISBN 978-3-442-39413-5.